# Ochodzita
Ochodzita (895 m n. m.) je nejvyšší hora polské části Jablunkovského mezihoří. Výrazný, nezalesněný vrchol se nachází v blízkosti hranice s Českem a Slovenskem, na jihovýchodě obce Istebna, nad vesnicí Koniaków. Svahy jsou využívány v zemědělství, případně jako pastviny. Na vrcholu se nachází stožár televizního dokrývača a malá kaple.
Na západních svazích se nachází lyžařské středisko Ski Ochodzita. Nezalesněný vrchol poskytuje výborné výhledy na okolní pohoří - Slezské Beskydy a Beskid Żywiecki v Polsku, Moravskoslezské Beskydy v Česku, Kysucké Beskydy, Turzovskou vrchovinu a Javorníky na Slovensku. Při dobré dohlednosti je možné vidět vrchol Lysé hory či nejvyšší vrcholy Malé Fatry (včetně Velkého Kriváně).

## Přístup
Nejlehčí přístup je po polní cestě z Koniakowa.